# Cantón de Lauzun
El cantón de Lauzun era una división administrativa francesa, que estaba situada en el departamento de Lot y Garona y la región de Aquitania.

## Composición
El cantón estaba formado por quince comunas:
- Agnac
- Allemans-du-Dropt
- Armillac
- Bourgougnague
- Laperche
- Lauzun
- Lavergne
- Miramont-de-Guyenne
- Montignac-de-Lauzun
- Peyrière
- Puysserampion
- Roumagne
- Saint-Colomb-de-Lauzun
- Saint-Pardoux-Isaac
- Ségalas

## Supresión del cantón de Lauzun
En aplicación del Decreto n.º 2014-257 de 26 de febrero de 2014, el cantón de Lauzun fue suprimido el 22 de marzo de 2015 y sus 15 comunas pasaron a formar parte del nuevo cantón del Valle del Dropt.